# Karaba (ort)
Karaba är en ort i Burkina Faso.   Den ligger i regionen Boucle du Mouhoun, i den sydvästra delen av landet, 180 km sydväst om huvudstaden Ouagadougou. Karaba ligger 260 meter över havet och antalet invånare är 1 126.
Terrängen runt Karaba är platt, och sluttar västerut. Närmaste större samhälle är Laro, 11,7 km söder om Karaba.
Omgivningarna runt Karaba är en mosaik av jordbruksmark och naturlig växtlighet. Runt Karaba är det ganska glesbefolkat, med 45 invånare per kvadratkilometer.